# Gamm (Traunstein)
Die Gamm ist ein Gemeindeteil der Großen Kreisstadt Traunstein in der Gemarkung Traunstein.

## Geografie
Der Ort liegt auf einer Höhe von 588 m ü. NN im Grundbachtal (rechter Zufluss der Traun) an der Salzburger Straße (B 304).

## Geschichte
Der Name Gamm ist die Mundart des Wortes Gaum und bedeutet so viel wie Wachthaus oder Hütte für Viehhüter. Er wurde zum ersten Mal 1877 im Amtlichen Ortsverzeichnis für Bayern erwähnt, bis dahin wurde die Einöde auf Karten Salzburgerhof genannt. In der Ausgabe von 1904 heißt der Ort dann offiziell Gamm (Salzburgerhof). Auf amtlichen Karten des Topographischen Bureaus Ende des 19. und Anfang des 20. Jahrhunderts erscheint auch der Name Scheichergam. Die Zusatzbezeichnung Salzburgerhof wurde schließlich 1968/1969 aufgehoben.